# Плешкановська Алла Михайлівна
Плешкановська Алла Михайлівна (народ. 30 червня 1962 року) — український вчений-містобудівник, архітектор-планувальник, доктор технічних наук, професор Київського національного університету будівництва і архітектри, член-кореспондент Української Академії Архітектури, член Спілки урбаністів України, асоційований член Спілки архітекторів України. Автор численних науково-дослідних, проектно-планувальних і експериментальних розробок; чотирьох монографій та понад 150 наукових публікацій.

## Біографія
Алла Плешкановська народилась 30 червня 1962 року в м. Тульчин Вінницької області.
В 1980 році закінчила Тульчинську середню школу № 3 та вступила до Київського інженерно-будівельного інституту на факультет Міського будівництва. В 1985 році отримала диплом інженера-будівельника з відзнакою за спеціальністю «Міське будівництво і господарство».
З 1985 по 1988 роки після закінчення КІБІ працювала у відділі транспорту Управління генерального плану ГУ «Київпроект», м. Київ. В 1988 році перейшла молодшим науковим співробітником до Галузевої науково-дослідної лабораторії автоматизації містобудівного проектування КНУБА. З 1989 до теперішнього часу викладає в Київському національному університеті будівництва і архітектури, в інших вищих навчальних закладах України.
З 1991 року працює в приватному підприємстві «Інститут Урбаністики» (м. Київ) на посадах головного спеціаліста, заввідділом планування і забудови міст, виконавчим директором, а з 2015 року і по теперішній час — директор приватного підприємства «Інститут Урбаністики».

## Родина
Вдова. Чоловік — Фільваров Генріх Йосипович. Донька — Фільварова Наталя Генріхівна, дослідник в галузі експериментальної психології.

## Науково-дослідна діяльність
Сфера наукових інтересів — комплексна реконструкція міста, місто як феномен суспільного і просторового розвитку, соціологія урбанізованого простору. містобудування, урбаністика. Науковий керівник і Вчитель — Фільваров Генріх Йосипович.
Науковий ступінь:
- 2000 рік. Ступінь кандидата технічних наук за спеціальністю «Містобудування та територіальне планування». Київський національний університет будівництва і архітектури (Київ). Тема дисертації «Містобудівне регулювання функціонального використання та забудови міських територій».[2]
- 2013 рік. Ступінь доктора технічних наук за спеціальністю «Містобудування та територіальне планування». Київський національний університет будівництва і архітектури (Київ). Тема дисертації — «Методологія комплексної реконструкції міста».[3]

Наукове звання:
- 2002 рік - Доцент. Кафедра міського будівництва і господарства, КНУБА.
- 2015 рік - Професор. Кафедра міського господарства, КНУБА.

Член двох спеціалізованих наукових рад КНУБА за спеціальностями: «Містобудування та територіальне планування», і «Містобудування та ландшафтна архітектура». Підготувала п'ятьох кандидатів наук.

## Проектно-планувальна діяльність
У складі авторського колективу Інституту Урбаністики під керівництвом Фільварова Г. Й. як відповідальний виконавець і Головний архітектор проектів брала участь у розробленні наступних науково-дослідних і проектних розробках:
- Концепція планування території Донецької обл. (2002 р.);
- Генеральні плани міста Києва (1986 р., 2002 р., 2010 р.), міст Полтава, Севастополь, Єнакієве;
- Місцеві правила забудови м. Полтави та його центральної зони — експериментальний проект (1995 р., 1997 р.),
- Правила забудови центральної історичної частини міста Києва (1998 р., 2007 р.);
- Підготовка Національного докладу України на засіданні сесії Генеральної Асамблеї ООН «Стамбул + 5» (2001 р.);
- Концепція сталого розвитку населених пунктів України (2002 р.);
- Міська програма комплексної реконструкції застарілого житлового фонду в м. Києві (2008 р., 2020 р.);
- Проект реновації застарілого житлового фонду по вул. Щербакова в м. Києві (2007 р., визнаний НТР Мінрегіонбуду експериментальним);
- численні проекти Детальних планів території по м. Києву та в інших містах України.

## Педагогічна діяльність
Плешкановська А. М. з 1989 року по теперішній час викладає в Київському національному університеті будівництва та архітектури на кафедрах міського будівництва і господарства, міського будівництва, землеустрою і кадастру. З 2006 по 2013 рік очолювала кафедру міського будівництва і господарства Інституту післядипломної освіти КНУБА. Викладає в інших вищих навчальних закладах України .
Дисципліни:
- Комплексна реконструкція міста
- Комплексна реконструкція і експлуатація забудови
- Реконструкція міських територій
- Просторове планування і забудова територій
- Основи девелоперської діяльності

Соціологія урбанізованого простору

## Книги
- Плешкановська А. М.' Просторовий розвиток територіальних громад / О. С. Салов, А. М. Плешкановська, Д. Е. Прусов Київ, 2021. — 32 с.
- Плешкановська А. М.' Епохи та міста / А. М. Плешкановська, О. Д. Савченкоа — Вид. 2-е, доповн. — К.: Інститут Урбаністики, 2019. — 265 с.
- Плешкановська А. М.' Планування та розвиток територій / А. М. Плешкановська, О. С. Петраковська, П. І. Берова — К.: КНУБА, 2019. — 80 с.
- Плешкановская А. М.' Города и эпохи / А. М. Плешкановская, Е. Д. Савченкоа — К.: Институт Урбанистики, 2011. — 230 с.
- Spatial Development of Polish and Ukrainian Big Cities at the Beginning of the 21st Century: кол. монографія / M. Habre, T. Marsza, A. Pleshkanovska, G. Filvarov — Wydawnictwo Uniwersytetu Łódzkiego, 2010, — 132 c.
- Плешкановська А. М.' Функціонально-планувальна оптимізація використання міських територій / А. М. Плешкановська. — К.: Інститут Урбаністики, 2005. — 190 с.

## Статті
Автор понад 180 наукових публікацій, серед яких:
- «Outdated Housing Stock» as an Object of Complex Reconstraction Programs and Projecrs: Chalenges for Ukraine / A. Pleshkanovska, Biruk S. // Journal of Urban and Regional Analysis. Vol.13(2), 2021. — рр.257-280.
- Assessing the level of greening in a major city: subjective and objective evaluation on the example of the city of Kyiv / A. Pleshkanovska // Bulletin of Geography. Socio-economic Series. Vol.48, 2020. — рр.155-164.
- University — as the Core of the Functional-planning Organization of an Innovative City / A. Pleshkanovska // Underwater technology. Vol.10 — K.: KNUCA. 2020. — С. 74-83.
- City Master Plan: Forecasting Methodology Problems (on the example of the Master Plans of Kyiv) / A.Pleshkanovska // Transfer of Innovative Technologies. Vol.2(1) — K.: KNUCA. 2019. — С. 38-50.
- Инновационному образованию — разумное городское пространство / А. М. Плешкановская // «Smart-образование в smart-обществе: возможные пути адаптации». — Харьков: B-dj НУА, 2019. — С. 154—168.
- Інтелектуальне місто — стандарт майбутнього чи інноваційний розвиток міських територій / А. М. Плешкановська, А. М. Лук'янов // Зб. «Містобудування та територіальне планування». — Вып. 65. — К.: КНУБА, 2017. — С. 336—341.
- Аналіз різноманітності структури міської системи на основі моделі Шеннона / А. М. Плешкановська // Зб. «Містобудування та територіальне планування». — Вып. 51. — К.: КНУБА, 2014. — С. 452—457.
- Методологія комплексної реконструкції міста / А. М. Плешкановська // Автореф. дис… докт. техн. наук : 05.23.20. — К.: КНУБА. 2013. — 40 с.
- Форми та види реконструктивної діяльності / А. М. Плешкановська // Зб. «Сучасні проблеми архітектури та містобудування». — Вып. 34. — К.: КНУБА, 2013. — С. 377—384.
- Реконструктивная деятельность как условие устойчивого развития крупного города / А. М. Плешкановська // Зб. «Досвід та перспективи розвитку міст України». — Вып. 20. — К.: Ін-т «Діпромісто», 2011. — С. 44-54.

- Глобальные города–новая ступень урбанизации мира / Г. И. Фильваров, А. М. Плешкановская // Зб. «Досвід та перспективи розвитку міст України». — Вып. 17. — К.: Ін-т «Діпромісто», 2009. — С. 27-41.
- Інтегральна модель комплексної реконструкції міста / А. М. Плешкановська // Зб. «Досвід та перспективи розвитку міст України». — Вып. 6. — К.: Ін-т «Діпромісто», 2003. — С. 128—134.
- Функціонально-планувальні аспекти містобудівної конфліктології / А. М. Плешкановська // Зб. «Досвід та перспективи розвитку міст України». — Вып. 4. — К.: Ін-т «Діпромісто», 2002. — С. 148—151.